# Tebaldo e Isolina
Tebaldo e Isolina è un'opera in due atti di Francesco Morlacchi, su libretto di Gaetano Rossi. Nel 1832 Verdi compone le Variazioni per pianoforte e orchestra sulla romanza "Caro suono lusinghiero", tratta da quest'opera.

## Genesi e prime rappresentazioni
Dopo una serie di successi al Teatro alla Scala, a Morlacchi viene commissionata un'opera per la Stagione di Carnevale 1822 al Teatro la Fenice, la cui composizione viene ultimata verso il Natale del 1821. Le grandi aspettative per l'opera, che vantava nel cast Francesca Maffei Festa, Gaetano Crivelli, e, soprattutto, il celebre castrato Giovanni Battista Velluti, non vengono tradite, e la prima rappresentazione alla Fenice, il 4 febbraio 1822, è coronata da un grandissimo successo.

L'opera conosce una buona diffusione, sia in Italia che in Europa e addirittura in America, dove viene rappresentata in Messico nel 1831. Nel 1825 appronta una nuova versione dell'opera per il Teatro Reale di Dresda, adattando il ruolo di Tebaldo alla vocalità di Francesca Maffei Festa, già prima Isolina, capace di cantare sia nel registro di soprano che di mezzosoprano. 

L'opera scompare dai cartelloni dopo circa dieci anni di assidue apparizioni nei repertori dei teatri. In tempi moderni l'unica rappresentazione si conta, in forma di concerto, al Festival Rossini di Bad Wildbad nel 2014, con Laura Polverelli nel ruolo del titolo, diretta da Antonino Fogliani.

## Cast della prima assoluta
| Ruolo           | Registro vocale               | Interpreti della prima esecuzione (1822, Venezia) | Interpreti della seconda versione (1825, Dresda) |
| --------------- | ----------------------------- | ------------------------------------------------- | ------------------------------------------------ |
| Boemondo        | tenore                        | Gaetano Crivelli                                  | Gaetano Crivelli                                 |
| Tebaldo/Sigesto | soprano castrato mezzosoprano | Giovanni Battista Velluti                         | Francesca Maffei Festa                           |
| Ermanno         | basso                         | Raffaele Benetti                                  | Natale Veglia                                    |
| Geroldo         | tenore                        | Domenico Mombelli                                 | Luigi Piccinotti                                 |
| Isolina         | soprano                       | Francesca Maffei Festa                            | Marietta Landini                                 |
| Clemenza        | soprano                       | Maria Bramati                                     | Maria Bramati                                    |

## Trama
La trama dell'opera verte sulla rivalità tra le famiglie degli Altemburgo e dei Tomberga: Tebaldo, sotto il nome di Sigesto, erede dei primi, ama Isolina, figlia di Ermanno di Tomberga. Dopo anni di separazione, Tebaldo ritrova il padre Boemondo, che impone al figlio di vendicare la famiglia, sterminata dai Tomberga. Tebaldo, in duello, uccide Geroldo, fratello di Isolina, ma viene arrestato col padre da Ermanno e con lui condannato a morte. Tuttavia, per porre a termine la lunga e sanguinosa faida, Ermanno concede la clemenza, riconciliando le due famiglie grazie al sospirato matrimonio tra Tebaldo e Isolina.

## Struttura musicale

### Versione 1822
- Sinfonia

#### Atto I
- N. 1 - Introduzione Da' tuoi figli, dagli amici (Coro, Clemenza, Geroldo, Ermanno)
- N. 2 - Coro e Cavatina Bella stella mattutina - Oh! come lieto il cor (Isolina)
- N. 3 - Coro e Cavatina Di tanti prodi al vincitore - Sì; ravvisa quel guerriero (Tebaldo)
- N. 4 - Recitativo e Terzettino In quel soggiorno (Tebaldo, Isolina, Ermanno)
- N. 5 - Scena e Cavatina Isolato sulla terra (Boemondo)
- N. 6 - Scena Duetto Questo acciaro, che del sangue (Boemondo, Tebaldo)
- N. 7 - Scena e Finale I Qual guerriero! Quale accento! (Isolina, Ermanno, Clemenza, Coro, Tebaldo, Boemondo, Geroldo)

### Atto II
- N. 8 - Introduzione seconda Isolina sola e mesta (Coro, Ermanno, Clemenza, Geroldo)
- N. 9 - Scena ed Aria Barbaro ciel, perché (Isolina, Clemenza, Coro, Ermanno)
- N. 10 - Scena, Coro e Aria Volto è all'occaso il dì - Fido a voi le mie vendette (Boemondo, Coro)
- N. 11 - Scena Duetto Ah! T'intendo; a me non lice (Tebaldo, Isolina)
- N. 12 - Aria O Ciel, dei miseri consolatore (Clemenza)
- N. 13 - Gran Scena Caro suono lusinghiero (Tebaldo)
- N. 14 - Duetto e Finale II Mira d'avverso fato... Come più dolce al core (Boemondo, Tebaldo, Isolina, Ermanno, Coro)

### Versione 1825

#### Atto I
- N. 1 - Introduzione Da' tuoi figli, dagli amici (Coro, Clemenza, Geroldo, Ermanno)
- N. 2 - Coro e Cavatina Bella stella mattutina - Oh! come lieto il cor (Isolina)
- N. 3 - Coro e Cavatina Di tanti prodi al vincitore - Sì; ravvisa quel guerriero (Tebaldo)
- N. 4 - Recitativo e Terzettino In quel soggiorno (Tebaldo, Isolina, Ermanno)
- N. 5 - Scena e Cavatina Isolato sulla terra (Boemondo)
- N. 6 - Scena Duetto Questo acciaro, che del sangue (Boemondo, Tebaldo)
- N. 7 - Scena e Finale I Qual guerriero! Quale accento! (Isolina, Ermanno, Clemenza, Coro, Tebaldo, Boemondo, Geroldo)

### Atto II
- N. 8 - Scena ed Aria Barbaro ciel, perché (Isolina, Clemenza, Coro, Ermanno)
- N. 9- Scena, Coro e Aria Volto è all'occaso il dì - Fido a voi le mie vendette (Boemondo, Coro)
- N. 10 - Scena e Duetto Ah! T'intendo; a me non lice (Tebaldo, Isolina)
- N. 11 - Scena e Romanza Caro suono lusinghiero (Tebaldo)
- N. 12 - Finale II Mira d'avverso fato... Come più dolce al core (Boemondo, Tebaldo, Isolina, Ermanno, Coro)

## Incisioni discografiche
| Anno | Ruoli (Tebaldo, Isolina, Boemondo, Ermanno)                                 | Direttore         | Etichetta     |
| ---- | --------------------------------------------------------------------------- | ----------------- | ------------- |
| 2014 | Laura Polverelli, Sandra Pastrana, Anicio Zorzi Giustiniani, Raùl Baglietto | Antonino Fogliani | Naxos Records |